# Selayang Baru
Selayang Baru – miasto w Malezji w stanie Selangor. Według danych szacunkowych na rok 2007 liczy 251 443 mieszkańców. Ośrodek przemysłowy.